# Return of Django
Return of Django je glazbeni album sastava The Upsetters. Izdan je 1969. godine. Naslov albuma se odnosi na špageti vestern Django koji je izašao u distribuciju 1966. godine. Naslovna pjesma s albuma se pojavila i u računalnoj igri Grand Theft Auto: London kojoj je radnja smještena u 1969., a kao naslovna, u filmu Žal i u filmu This Is England.
Album je izdan pod etiketom Trojan Records, a producirao ga je Lee Scratch Perry. Žanrovski pripada reggaeu.

## Skladbe
Sve je pjesme skladao Lee "Scratch" Perry.

### Strana "A"
1. "Return of Django"
2. "Touch of Fire"
3. "Cold Sweat"
4. "Drugs and Poison"
5. "Soulful I"
6. "Night Doctor"

### Strana "B"
1. "One Punch"
2. "Eight for Eight"
3. "Live Injection"
4. "Man from M.I.5"
5. "Ten to Twelve"
6. "Medical Operation"